# Valeriu Jinescu
Valeriu Jinescu est un Ingénieur roumain, professeur de a la Faculté de génie mécanique et de mécatronique de l'Université Politehnica de Bucarest

## Jeunesse et études
Né le 10 0ctobre 1940 a Ruseni (actuellement en République de Moldavie), Valeriu Jinescu fit ses études secondaires au Collège National Vasile Alecsandri de Galați. Il continua ses études a l’Université Politehnica de Bucarest, ayant reçu son diplôme d’ingénieur en 1963. Il obtint son diplôme national de doctorat a la même université en 1986.

## Activités professionnelles
En 1963 il entra dans l’enseignement comme professeur assistant a l’ Université Politehnica de Bucarest. Il fut promu maître de conférences en 1975   et professeur en 1990. Ses principales recherches sont dirigées vers la mécanique de la rupture.

## Famille
Vasile Jinescu est le fils de Vasile Jinescu. Le 31 juillet 1963 il a épousé Gheorghita Nastrase. Il a deux fils Gheorghe Jinescu et Cosmin Jinescu ,,